# Lam Rim
(Atiśa)
Il LAM RIM CHEN MO, "Il Grande Trattato sugli Stadi del Sentiero dell'Illuminazione", scritto da Lama Tsong Khapa (1357 -1419), è conosciuto come la presentazione dei livelli del sentiero buddhista relativo ai tre tipi di praticanti ed anche come il "Re delle istruzioni" in quanto mostra il procedere parallelo della visione filosofica e del giusto comportamento.
Il Lam Rim (Sentiero Graduale) è la via praticata da tutti gli esseri che aspirano ad ottenere lo stato di Buddha. 

## Origini
Il Buddha storico, Principe Gautama Sakyamuni Buddha, ha insegnato 84.000 Dharma, che si dividono in due vie, la Via Profonda e la Via Estesa, esposte rispettivamente da Nagarjuna, vissuto nel secondo secolo D.C., e da Asanga, vissuto nel IV secolo D.C. Il maestro indiano Atisha Dipamkarashrijnana nell'XI secolo scrive il "Bodhipatha-pradipa", "La Lampada sul Sentiero verso l'Illuminazione", riunendo le correnti filosofiche dei lignaggi delle ‘vaste azioni’ e della ‘visione profonda’ e formando un unico sentiero contenente le istruzioni dirette e complete riguardo al modo di praticare.
Da questo testo ha origine il Lam Rim Chen Mo di Lama Tsong Khapa, che rappresenta un commentario estremamente dettagliato dell'opera di Atisha. Il Lam Rim Chen Mo è la vera e propria essenza di tutti gli insegnamenti del Buddha per il fatto che comprende sia i Sutra che le basi per il Tantra, che viene invece esposto nel successivo Grande Trattato Ngak Rim Chen Mo.
Il Lam Rim Chen Mo contiene tutto ciò che è necessario per il raggiungimento dell'Illuminazione, in relazione ai tre tipi di praticanti (di capacità minore, media e superiore). Questo testo è largamente usato in occidente perché è esposto in modo chiaro, in uno stile facilmente comprensibile, ed è considerato un testo base della filosofia buddhista. 
Il Lam Rim Chen Mo viene menzionato per la prima volta in occidente e tradotto in Latino dal sacerdote Gesuita tibetologo toscano Ippolito Desideri (1684 - 1733); ma il suo scritto, sfortunatamente, non è più reperibile.

## La pratica
La pratica esposta in questo prezioso testo contiene parti che vengono solitamente contemplate in percorsi più specializzati all'interno di altri sistemi di meditazione; contemporaneamente risulta una pratica di devozione, di analisi e di concentrazione.
Si inizia con l'attuazione della "presa" di rifugio, le offerte, ecc., procedendo con l'analisi di vari argomenti, sviluppando poi una visione su ciascuno di questi, e applicando la concentrazione su un punto in particolare. Quando la concentrazione viene a mancare, si attivano le tecniche indicate per ristabilirla; questo vale anche per la motivazione. L'unico modo per fallire nel Lam Rim (sentiero graduale) è abbandonarlo; ma anche in questo caso si dice che si manterrà il beneficio derivante da qualsiasi positiva energia karmica accumulata durante gli sforzi compiuti fino a quel punto.

## I commentari
Molti Lama e Ghesce tibetani scrivono commentari al Lam Rim. Tutte le quattro scuole del Buddismo tibetano, ossia Nyingma, Sakya, Kagyu e Gelug posseggono insegnamenti Lam Rim: nella tradizione Kagyu, in particolare, vi è un testo chiamato «II gioiello ornamentale della Liberazione», (Tib. Dakpoì Lam Rim Thar Gyen), del grande Lama Gampopa, il principale discepolo del famoso Milarepa; nella tradizione Sakya troviamo il Lam Dre, che è considerato un testo Lam Rim.
Dall'ordine Nyingma proviene il testo chiamato «II discorso del mio perfetto maestro» di Patrul Rinpoche, influente maestro del XIX secolo, ed anche questo è un testo Lam Rim.

## Pubblicazione
L’intero testo in tibetano del Lam Rim Chen Mo di Je Tsong Khapa (Padre della tradizione Ghelug) è stato tradotto in inglese -in tre volumi-, dalla casa editrice americana Snow Lions di Ithaca (N.Y.) e finalizzato, con la pubblicazione del secondo volume nel 2004, preceduto dal primo e dal terzo. L’intera opera ha richiesto 12 anni di lavoro di traduzione.
Nel 2004, su richiesta del Ven. Ghesce Lharampa Sonam Jang-Ciub, maestro residente dell'Istituto Samantabhadra di Roma, ha inizio la traduzione in italiano dal testo inglese da parte di Ghetsul-ma Tenzin Oejung (Maria Luisa Donà) - monaca del Monastero di Ganden Jangtse per i voti di rinuncia (rabjung) e ordinata Ghetsul-ma da Sua Santita’ il Dalai Lama nel 2006. La sua traduzione dei tre volumi termina nel 2007.
Il testo, integrato nelle note ed altre parti accessorie a cura del Comitato dell'Istituto Samantabhadra di Roma, viene stampato da "The Corporate Body of the Buddha Educational Foundation" di Taipei, Taiwan nel 2009, e distribuito dall'Istituto Samantabhadra.
L'edizione italiana del Lam Rim Chen Mo si compone di tre volumi che ricalcano fedelmente lo schema di suddivisione dei capitoli e la ramificazione degli argomenti dell'edizione originale inglese. 
Oltre alle versioni inglese ed italiana, esistono una versione spagnola (del 2011) ed una mongola (del 2014).